# Guiniforte Solari
Guiniforte Solari také známý jako Boniforte (asi 1429 Carona – asi 1481 Milán) byl italský sochař a architekt.
Byl synem architekta Giovanni Solariho a bratr Francesca Solariho. Jeho syn Pietro Antonio Solari byl také sochařem a architektem.
Guiniforte byl během svého života hlavním stavitelem milánského vévodství. Je často připomínán hlavně pro své spory s Filaretem, kterého povolal vévoda Francesco I. Sforza, aby modernizoval lombardskou architekturu v renesančním duchu. Solari byl naopak představitel místní gotické tradice.

## Dílo
- Milánský dóm
- Santa Maria delle Grazie v Miláně
- Ospedale Maggiore
- Certosa di Pavia